# Liste der Kulturdenkmäler in Mehren (Westerwald)
In der Liste der Kulturdenkmäler in Mehren sind alle Kulturdenkmäler der rheinland-pfälzischen Ortsgemeinde Mehren aufgelistet. Grundlage ist die Denkmalliste des Landes Rheinland-Pfalz (Stand 4. Mai 2023).

## Denkmalzonen
| Bezeichnung          | Lage                                                                      | Baujahr                 | Beschreibung | Bild |
| -------------------- | ------------------------------------------------------------------------- | ----------------------- | --- | ---- |
| Denkmalzone Ortskern | Kirchstraße 1–9 (ungerade Nummern), 2, 4 und 6, Mehrbachtalstraße 13 Lage | 16. bis 19. Jahrhundert | die zentrale romanische Basilika kreisförmig umschließende, im Kernbereich meist locker stehenden Hofanlagen und Einfirsthöfe mit regionaltypischen Fachwerkkonstruktionen des 16., 18. und 19. Jahrhunderts, der alte Dorfrand ablesbar anhand der Gärten und Baumgärten | BW   |

## Einzeldenkmäler
| Bezeichnung              | Lage                                         | Baujahr                           | Beschreibung | Bild                           |
| ------------------------ | -------------------------------------------- | --------------------------------- | --- | ------------------------------ |
| Hofanlagen               | Im Niederdorf 1, 2, 3 und 5 Lage             | 18. Jahrhundert                   | zwei Hofanlagen des 18. Jahrhunderts, Wohnhäuser teilweise massiv erneuert, Stallscheunen und Backhäuser des 18. und 19. Jahrhunderts | BW                             |
| Hofanlage                | Im Niederdorf 7 Lage                         | erste Hälfte des 18. Jahrhunderts | Fachwerkhaus, erste Hälfte des 18. Jahrhunderts                                                                                       | BW                             |
| Wohnhaus                 | Kirchstraße 1 Lage                           | 17. Jahrhundert                   | Fachwerkhaus mit Niederlass und Querbau, 17. Jahrhundert                                                                              | BW                             |
| Evangelische Pfarrkirche | Kirchstraße 2 Lage                           | um 1200                           | dreischiffige romanische Pfeilerbasilika, um 1200                                                                                     | weitere Bilder Fotos hochladen |
| Kriegerdenkmal           | Kirchstraße, bei Nr. 2 auf dem Kirchhof Lage | 1920er oder 1930er Jahre          | Kriegerdenkmal 1914/18 | BW                             |
| Grabsteine               | Kirchstraße, bei Nr. 2 auf dem Kirchhof Lage |                                   | Grabsteine | Fotos hochladen                |
| Pfarrhaus                | Kirchstraße 4 Lage                           | 18. Jahrhundert                   | ehemaliges Pfarrhaus (?); Krüppelwalmdachbau, Fachwerk, 18. Jahrhundert                                                               | BW                             |
| Quereinhaus              | Mehrbachtalstraße 6 Lage                     | 19. Jahrhundert                   | Fachwerk-Quereinhaus, teilweise verkleidet, 19. Jahrhundert                                                                           | BW                             |
| Pfarrhaus                | Mehrbachtalstraße 8 Lage                     | um 1880                           | fünfachsiger Massivbau mit Giebelrisalit, um 1880; eingeschossiges Fachwerkwirtschaftsgebäude                                         | Fotos hochladen                |
| Wohnhaus                 | Mehrbachtalstraße 10 Lage                    | 1924                              | eineinhalbgeschossiger Krüppelwalmdachbau, teilweise Zierfachwerk, bezeichnet 1924                                                    | Fotos hochladen                |
| Alte Schule              | Mehrbachtalstraße 13 Lage                    | 16. Jahrhundert                   | anspruchsvoller spätgotischer Fachwerkbau, 16. Jahrhundert                                                                            | Fotos hochladen                |
| Wohnstallhaus            | Adorf, Adorf-Seifener-Straße 4 Lage          | erste Hälfte des 18. Jahrhunderts | Wohnstallhaus; Fachwerkbau, teilweise massiv, erste Hälfte des 18. Jahrhunderts                                                       | BW                             |
| Wohnhaus                 | Adorf, Adorf-Seifener-Straße 6 Lage          | 1719                              | Krüppelwalmdachbau, Fachwerk, teilweise verkleidet, bezeichnet 1719                                                                   | Fotos hochladen                |